# Eliza Macadan

Eliza Macadan (n. 1967, județul Bacău) este o poetă și jurnalistă română, activă în România și Italia. Este membră a Uniunii Scriitorilor din România, Filiala București și membră a Ordinului Ziariștilor Italieni.

## Activitate literară
Debutează în Revista Ateneu în 1988. Eliza Macadan este laureată a numeroase concursuri literare din țară și străinătate, printre care se numǎrǎ: "Porni luceafărul..."  1991 - Botoșani, "Lucian Blaga" 1992 - Sebeș, "Rimbaud" 1990 București - Ambasada Franței, "Mitteleuropa" 1993 Strasbourg,  "Etniepoesie" 1999 - Trieste,  "Marguerite Yourcenar" 1999 - Milano . Primește distincția Accademia della Cultura Europea - Roma pentru poezie în 1999, iar în anul 2002 volumul "Frammenti di spazio austero" primește premiul "Le rosse Pergamene". Scrie și publicǎ în limbile română, italiană și franceză, poezia ei fiind tradusă în albaneză, arabă, bulgară, maghiară, spaniolă, turcă, engleză.

## Volume de poezie
- Spațiu auster, Editura Plumb, Bacău, 1994
- Frammenti di spazio austero, Edizioni "Libroitaliano", Ragusa, 2001[3]; Libreria Ticinum Editore, 2018[4]
- În autoscop, Editura Vinea, București, 2009
- La nord de cuvânt, Editura Tracus Arte, București, 2010[5]
- Transcripturi din conștient, Editura Eikon, Cluj-Napoca, 2011
- Paradiso riassunto, Edizioni Joker, Novi Ligure, 2012[6]
- Anotimp suspendat, Editura Eikon, Cluj-Napoca, 2013[7]
- Il cane borghese, La Vita Felice, Milano, 2013[8]
- Tanagre. Îmblânzirea amintirilor, Ed. Eikon, Cluj-Napoca, 2014[9]
- Anestesia delle nevi, La Vita Felice, Milano, 2015[10]
- În urna fixă a timpului, Editura Eikon, București, 2016
- Passi passati, Edizioni Joker, Novi Ligure, 2016[11]
- Pioggia lontano, Archinto Editore, Milano, 2017[12]
- Zamalek. Solo andata. Editura Eikon, București, 2018[13]; Terra d'ulivi Edizioni, 2018
- Pianti piano, Passigli Editori, Firenze, 2019
- Llantos Despacio, Espacio Hudson Ediciones, Argentina, 2020
- In ginocchio fino all'arcobaleno, Passigli Editori, Firenze, 2020
- Lettre de Bucarest, Édition La passe du vent, Franța, 2020
- Az idő rögzült urnájában, Ab Art Kiadó, Ungaria, 2021
- A miriada oară, Cosmopoli, Bacău, 2023

## Alte volume publicate
- Mâna scrie sunetul. Elecțiuni afective de poezie italianǎ contemporană, Ed. Eikon, Cluj-Napoca, 2014
- Piața Licurg, Ed. Eikon, București, 2015[14]
- În corp de val. Poezie italiană contemporană, Ed. Eikon, București, 2017
- Salto nel sole oscuro. Abbagliamenti di Chet Baker, Terra d'Ulivi Edizioni, 2016, trad. din limba franceză
- În alt timp, în alt loc, Umberto Piersanti, Editura Eikon, București, 2017, trad. din limba italiană
- Amintiri din Alzheimer - o poveste, Alberto Bertoni, Editura Eikon, București, 2017, trad. din limba italiană
- Sinfonietta, Amedeo Anelli, Editura Eikon, București, 2017, ediție bilingvă italo-română
- Angelo di sangue/Înger de sânge, Franco Manzoni, Editura Eikon, București, 2018, ediție bilingvǎ italo-românǎ
- Lido. Poezie italianǎ contemporanǎ, Ed. Eikon, București, 2018
- Polifonii, Amedeo Anelli, Ed. Eikon, București, 2019, trad. din limba italiană
- Umbre vorbesc, Alessandro Moscè, Ed. Eikon, București, 2019, trad. din limba italiană
- Culori și alte culori, Fabrizio Dall'Aglio, Ed. Eikon, 2019, trad. din limba italiană
- Epopeea mea/ La mia epopea, Fabrizio Dall'Aglio, Ed. Eikon, 2019, ediție bilingvă italo-română
- Catrene între timp/ Quartine nel frattempo, Vincenzo Guarracino, 2019, ediție bilingvă italo-română
- Mers pe sub cer - 20 de poeți italieni de azi,  Ed. Eikon, București, 2019
- La prezentul continuu (Poezie italiană contemporană, Vol. I,II - coautor Alexandru Macadan), Cosmopoli, 2021, Bacău

## În antologii
- Luoghi d'Europa, La Vita Felice Edizioni, Milano, 2015
- Una luce sorveglia l'infinito, La Vita Felice Edizioni, Milano, 2016
- La grande madre, Di Felice Edizioni, 2016
- Poezie și știință/ Poetry and Science, Ed. Vremea, București, 2016
- La gravidanza della Terra, OOF Edizioni, Milano, 2017
- Ce stradă e asta?, Editura Neuma, Cluj Napoca, 2017
- Je fais un rêve, La passe du vent, Genouilleux, 2018
- La Beauté - Ephéméride poétique pour chanter la vie, Editions Bruno Doucey, Paris, 2019
- Lunario di desideri, Di Felice Edizioni, 2019
- Poeti per l'Infinito, Di Felice Edizioni, 2019
- La Stalla aveva per tetto una Stella, Mimep Docete Edizioni, Milano, 2019
- Noaptea, statuile întineresc, Editura Neuma, Cluj Napoca, 2020
- On n'est pas là pour se faire engueuler; Boris Vian a 100 ans!,  Édition La passe du vent, Franța, 2020
- Orașul. Amintire și uitare, Editura Neuma, 2022
- Deasupra orașului este cerul, Editura Neuma, 2023